# Edite Soeiro
Edite Castro Soeiro (São Filipe de Benguela, 31 de Março de 1934 — Lisboa, 27 de Julho de 2009) foi uma jornalista portuguesa. 

## Carreira
Edite Castro Soeiro nasceu a 31 de Março de 1934 em Benguela, na então província ultramarina de Angola e foi ali que, em 1950, iniciou a actividade jornalística no semanário O Intransigente, de Benguela, onde era a única mulher a exercer a profissão. 
Em 1962 mudou-se com a mãe para Lisboa e algum tempo depois ingressou na redacção da revista Flama. 
Em 1967 transferiu-se para a delegação de Lisboa da revista semanal Notícia, de Angola, de que foi chefe de redacção, e onde se tornou a primeira jornalista portuguesa a escrever sobre desporto, uma das suas paixões.[carece de fontes?] Nessa condição, em 1968, Edite foi a primeira mulher em Portugal a fazer a cobertura, como enviada especial, de uns Jogos Olímpicos, na Cidade do México.
Voltou à Flama em 1972 como chefe de redacção, e ali se manteve até ao encerramento da publicação, em 1976. Passou então para o recém-criado semanário O Jornal, onde foi redactora e editora do suplemento O Jornal Ilustrado. Durante vários anos, foi também colaboradora regular de outra publicação do mesmo grupo, o semanário de espectáculos Se7e. 
Em 1993 integrou a equipa fundadora da revista Visão, onde permaneceu em funções até 2007.[carece de fontes?] O seu nome mantinha-se ainda na ficha técnica da revista enquanto membra do gabinete editorial. Em 13 de Setembro de 2006 foi galardoada pelo Clube de Jornalistas com o Prémio Gazeta de Mérito pelo conjunto da sua carreira.
Era irmã da também jornalista Maria Helena Mensurado e foi casada com Acácio Barradas, de quem tem um filho, Luís Soeiro Barradas.
Edite Soeiro faleceu a 27 de Julho de 2009,[carece de fontes?] aos 75 anos de idade em Lisboa, depois de várias complicações de saúde.